# Paraxenis
Paraxenis är ett släkte av fjärilar. Paraxenis ingår i familjen Plutellidae.
Kladogram enligt Catalogue of Life:
| Paraxenis | \| \| Paraxenis macrostoma \| \| \| \| \| \| Paraxenis pentaula \| \| \| \| \| \| Paraxenis sphenospila \| \| \| \| |
|           | \| \| Paraxenis macrostoma \| \| \| \| \| \| Paraxenis pentaula \| \| \| \| \| \| Paraxenis sphenospila \| \| \| \| |
|           | Paraxenis macrostoma                                                                                                |
|           | |
|           | Paraxenis pentaula                                                                                                  |
|           | |
|           | Paraxenis sphenospila                                                                                               |
|           | |